# Кајак и кану на Летњим олимпијским играма 1952 — Ц-1 10.000 метара за мушкарце
Такмичење у кануу једноклеку (Ц-1) 10.000 м  на Летњим олимпијским играма 1952. одржано је 27. јула, на стази у заливу Тајвал у Хелсинкију.
Титулу освојену у 1948. у Лондону није бранио Франтишек Чапек из Чехословачке.
На такмичењу је учествовало 10 кануиста из 10 земаља који су веслали само финалну трку.

## Освајачи медаља
|                   |                      |                              |
| Френк Хејвенс САД | Габор Новак Мађарска | Алфред Јиндра · Чехословачка |

## Резултати

### Финале
| Пласман | Кануиста        | Земља                | Резултат  |
| ------- | --------------- | -------------------- | --------- |
|         | Френк Хејвенс   | САД                  | 57:41,1   |
|         | Габор Новак     | Мађарска             | 57:49,2   |
|         | Алфред Јиндра   | Чехословачка         | 57:53,1   |
| 4.      | Бенгт Баклунд   | Шведска              | 59:02,8   |
| 5.      | Норман Лејн     | Канада               | 59:26.4   |
| 6.      | Јарл Фрагестрем | Финска               | 59:45.9   |
| 7.      | Франц Јохансен  | Немачка              | 1.00:26,5 |
| 8.      | Робер Бутињи    | Француска            | 1.01:15,2 |
| 9.      | Џералад Маршан  | Уједињено Краљевство | 1.02:21,7 |
| 10.     | Павел Харин     | Совјетски Савез      | 1.03:03,2 |

## Биланс медаља у трци Ц-1 10.000 м за мушкарце после 2 такмичења на ЛОИ (1948—1952)
| Мушкарци Ц-1 10.000 м |              |   |   |   |   |
| #                     | Земља        |   |   |   |   |
| 1.                    | САД          | 1 | 1 | 0 | 2 |
| 2.                    | Чехословачка | 1 | 0 | 1 | 2 |
| 3.                    | Мађарска     | 0 | 1 | 0 | 1 |
| 4.                    | Канада       | 0 | 0 | 1 | 1 |
|                       | Укупно (4)   | 2 | 2 | 2 | 6 |

| 'Мушкарци Ц-1 10.000 м |               |       |   |   |   |   |
| #                      | Кајакаш       | Земља |   |   |   |   |
| 1.                     | Френк Хејвенс | САД   | 1 | 1 | 0 | 2 |